# شرکت رادیو و تلویزیون صربستان
شرکت رادیو و تلویزیون صربستان (صربی: Radio-televizija Srbije) شرکت دولتی رسانه‌ای صربستانی است، که در سال ۱۹۲۹ تأسیس شد.